# Gunt
Le Gunt est une rivière de l'Est du Haut-Badakhchan, au Tadjikistan, traversant une partie du Pamir. C'est un affluent du Piandj en rive droite, donc un sous-affluent de l'Amou Daria. Elle prend sa source dans le chaînon Alitshur méridional et traverse le Pamir Alitshur avant d'alimenter le lac Yashilkul, dans le district de Murghab. Puis elle plonge dans des gorges dans le district de Shugnan, entre le chaînon Rushan et le chaînon Shugnan, jusqu'à Khorog, à sa confluence avec le Piandj.